# Olešná (district de Písek)
Pour les articles homonymes, voir Olešná.
Olešná (en allemand : Woleschna) est une commune du district de Písek, dans la région de Bohême-du-Sud, en République tchèque. Sa population s'élevait à 136 habitants en 2020.

## Géographie
Olešná se trouve à 20 km au nord-est de Písek et à 82 km au sud de Prague.
La commune est limitée par Podolí I au nord et au nord-est, par Slabčice au sud-est et au sud, par Albrechtice nad Vltavou au sud et par Temešvár à l'ouest.

## Histoire
La première mention écrite du village date de 1379.

## Transports
Par la route, Olešná se trouve à 15,5 km de Písek, à 52 km de České Budějovice et à 110 km de Prague.